# دختران فراری (فیلم ۲۰۲۴)
دختران فراری (به انگلیسی: Drive-Away Dolls) یک فیلم کمدی-جاده‌ای آمریکایی محصول سال ۲۰۲۴ به کارگردانی اتان کوئن است. کوئن فیلم‌نامه را با همسرش تریشا کوک نوشت. در این فیلم مارگارت کوالی، گرالداین ویسونافن، بنی فلدستاین، کولمن دومینگو، پدرو پاسکال، بیل کمپ و مت دیمون به ایفای نقش پرداخته‌اند. کوالی و ویسونافن نقش دو دوست لزبین در یک سفر جاده‌ای را بازی می‌کنند که در حال فرار از دست اوباش هستند.
دختران فراری در ۲۲ فوریهٔ ۲۰۲۴ در استرالیا و روز بعد در ایالات متحده منتشر شد. این فیلم نقدهای مختلطی از سوی منتقدان دریافت کرد.

## داستان
این فیلم داستان، دختری بنام جیمی را دنبال می‌کند، که یک دختر رها شده و دوستش ماریان که به شدت نیاز به رها شدن دارد. در جستجوی شروعی تازه، این دو یک سفر جاده‌ای بداهه به تالاهاسی، فلوریدا را آغاز می‌کنند، اما وقتی در مسیر با گروهی از جنایتکاران بی‌معنا مواجه می‌شوند، همه چیز به سرعت خراب می‌شود.

## بازیگران
- مارگارت کوالی در نقش جیمی
- گرالداین ویسونافن در نقش ماریان
- بنی فلدستاین در نقش سوکی
- کولمن دومینگو در نقش رپیس
- پدرو پاسکال در نقش سانتوس
- بیل کمپ در نقش کرلی
- مت دیمون در نقش سناتور چنل
- جوی اسلوتنیک در نقش آرلیس
- سی جی ویلسن در نقش فلینت
- مایلی سایرس در نقش تیفانی پلسترکستر[۴]

## تولید
فیلمبرداری در اوت ۲۰۲۲ در پیتسبرگ آغاز شد.

## انتشار
دختران فراری در ۲۲ فوریهٔ ۲۰۲۴ در استرالیا منتشر شد. این فیلم روز بعد از طریق فوکس فیچرز در ایالات متحده منتشر شد.
این فیلم در ابتدا قرار بود در ۲۲ سپتامبر ۲۰۲۳ اکران شود، اما به دلیل اعتصابات ۲۰۲۳ سگ-افترا به تعویق افتاد. این فیلم قرار است در ۱۵ مارس ۲۰۲۴ در بریتانیا اکران شود.